# 斯萊扎山

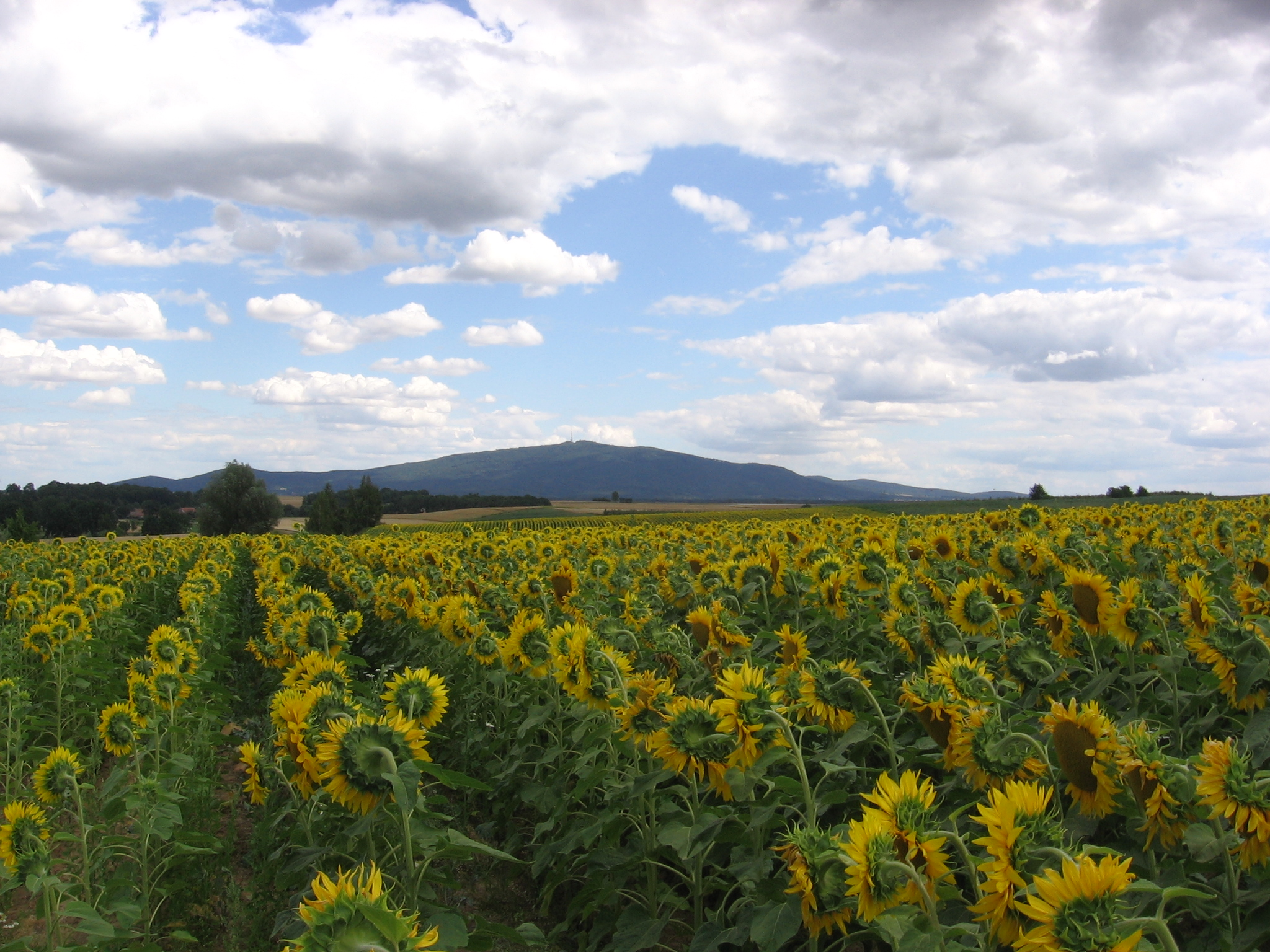
斯萊扎山

斯萊扎山（波蘭語：Ślęża）是位於波蘭西南部下西里西亞省的一座山峰，距弗羅茨瓦夫有30 km（19 mi）。斯萊扎山位於一個以花崗岩為主的自然保護區內，山頂有教堂等景點。

## 外部連結
- Map of the 1600s with Town of Zobten near Zobtenberg (mountain)
- http://radiopolska.pl/wykaz/pokaz_lokalizacja.php?pid=165 （页面存档备份，存于）
- https://web.archive.org/web/20150930022253/http://www.severfire.com/project/2015-09-20-gora-sleza/